# Världslag
Världslag är en grupp spelare i en lagsport som av någon organisation blivit utsedda till de bästa i världen.
Världslag kan ibland spela ihop mot till exempel ett landslag, men det kan också vara en ren hedersutmärkelse.